# Le Vaudreuil
Le Vaudreuil es una localidad y comuna francesa situada en la región de Alta Normandía, departamento de Eure, en el distrito de Les Andelys y cantón de Val-de-Reuil.

## Demografía
| 1414 | 1478 | 1891 | 2877 | 3079 | 3438 |
| Para los censos de 1962 a 1999 la población legal corresponde a la población sin duplicidades (Fuente: INSEE [Consultar]) |      |      |      |      |      |

Forma parte de la aglomeración urbana de Louviers .

## Historia
El 15 de abril de 1969, las comunas de Notre-Dame-du-Vaudreuil y Saint-Cyr-du-Vaudreuil se fusionaron, constituyendo Le Vaudreuil.
El 28 de septiembre de 1981 se creó Vaudreuil-Ex-Ensemble Urbain, con parcelas segregadas de Incarville, Léry, Porte-Joie, Poses, Saint-Étienne-du-Vauvray, Saint-Pierre-du-Vauvray, Tournedos-sur-Seine y Le Vaudreuil.

## Administración

### Entidades intercomunales
Le Vaudreuil está integrada en la Communauté d'agglomération Seine-Eure . Además forma parte del sindicato intercomunal Syndicat de l'électricité et du gaz de l'Eure (SIEGE)  para el suministro de gas y energía eléctrica.

### Riesgos
La prefectura del departamento de Eure incluye la comuna en la previsión de riesgos mayores por:
- Riesgo de inundación.
- Riesgos derivados del transporte de mercancías peligrosas.

## Economía

### Empresas con más de 100 empleados
- SA COMPTOIR NOUVEAU DE PARFUMERIE: fabricación de productos de perfumería. Empleados (en octubre de 2006): 170.
- SAS SCHNEIDER ELECTRIC FRANCE: fabricación de material de distribución y apliques eléctricos de baja tensión. Empleados (en octubre de 2006): 352.
- SAS VALOIS: fabricación de juntas de elastómero y de dispositivos de pulverización para la industria farmacéutica. Empleados (en octubre de 2006): 577.

## Lugares y monumentos
- Iglesia de Notre Dame du Vaudreuil, clasificada como monumento histórico.